# ФК Шахтјор Солигорск
ФК Шахтјор је белоруски фудбалски клуб из града Солигорск, јужног дела Минске области. Клуб се тренутно такмичи у Премијер лиги, највишем рангу белоруског фудбала, и наступа на Стротељ стадиону, капацитета 4.200 седећих места.

## Историја
Клуб је основан јесени 1961. године. Током совјетске ере, Шахтјор је играо у највишој или другој лиги Белоруске Совјетске Социјалистичке Републике, повремено се спуштајући на нижи ниво , тј. Лигу Минске области. Године 1971. Шахтјор је апсорбовао још два локална клуба, Химки и Горњак. Њихови најбољи резултати постигнути су у последњим Совјетским данима, када је тим два пута завршио као вицешампион лиге (1988. и 1990) и три пута освајао Куп Белоруске Совјетске Социјалистичке Рерублике (1985, 1986. и 1998.).
Од 1992. године Шахтјор игра у Премијер лиги Белорусије. Током деведесетих година клуб се обично борио у зони испадања. Клуб је 1997. године завршио као последњепласирани, али је избегао испадање пошто су се два пермијерлигашка клуба повукла из такмичења.
Након прелазне 1998. године, започена је ера клупског успеха. Од 1999. године, клуб никад није завршио ниже од 6. места на коначној табели и постао је редован учесник европских квалификација. Клуб има две шампионске титуле и шест пута је био вицешампион Белорусије. Поред тога, клуб је три пута освајао национални Куп.

## Трофеји
- Премијер лига Белорусије
  - Победник (3): 2005, 2020, 2021.
- Куп Белорусије
  - Победник (3): 2003/04, 2013/14, 2018/19.
- Суперкуп Белорусије
  - Победник (2): 2021, 2023.

## ФК Шахтјор Солигорск у европским такмичењима
| Сезона   | Такмичење         | Коло        | Клуб          | Дом. | Гост | Укупно       |
| -------- | ----------------- | ----------- | ------------- | ---- | ---- | ------------ |
| 2001/02. | Куп УЕФА          | кв.         | ЦСКА Софија   | 1:2  | 1:3  | 2–5          |
| 2003.    | Интертото куп     | 1. коло     | Ома Таун      | 1:0  | 7:1  | 8–1          |
| 2003.    | Интертото куп     | 2. коло     | Цибалија      | 1:1  | 2:4  | 3–5          |
| 2004/05. | Куп УЕФА          | 1. коло кв. | Нистру        | 1:2  | 1:1  | 2–3          |
| 2006/07. | Лига шампиона     | 1. коло кв. | Широки Бријег | 0:1  | 0:1  | 0–2          |
| 2007.    | Интертото куп     | 1. коло     | Арарат        | 4:1  | 0:2  | 4–3          |
| 2007.    | Интертото куп     | 2. коло     | Черноморец    | 0:2  | 2:4  | 2–6          |
| 2008.    | Интертото куп     | 1. коло     | Краковија     | 3:0  | 2:1  | 5–1          |
| 2008.    | Интертото куп     | 2. коло     | Штурм         | 0:0  | 0:2  | 0–2          |
| 2011/12. | Лига Европе       | 2. коло кв. | Вентспилс     | 0:1  | 2:3  | 2–4          |
| 2012/13. | Лига Европе       | 2. коло кв. | Рид           | 1:1  | 0:0  | 1–1 (пгг)    |
| 2013/14. | Лига Европе       | 2. коло кв. | Милсами       | 1:1  | 1:1  | 2–2 (2:4пен) |
| 2014/15. | Лига Европе       | 2. коло кв. | Дери сити     | 5:1  | 1:0  | 6–1          |
| 2014/15. | Лига Европе       | 3. коло кв. | Зулте Варегем | 2:2  | 5:2  | 7–4          |
| 2014/15. | Лига Европе       | плеј-оф     | ПСВ           | 0:2  | 0:1  | 0–3          |
| 2015/16. | Лига Европе       | 1. коло кв. | Гленавон      | 3:0  | 2:1  | 5–1          |
| 2015/16. | Лига Европе       | 2. коло кв. | Волфсбергер   | 0:1  | 0:2  | 0–3          |
| 2016/17. | Лига Европе       | 1. коло кв. | Рунавик       | 5:0  | 2:0  | 7–0          |
| 2016/17. | Лига Европе       | 2. коло кв. | Домжале       | 1:1  | 1:2  | 2–3          |
| 2017/18. | Лига Европе       | 1. коло кв. | Судува        | 0:0  | 1:2  | 1–2          |
| 2018/19. | Лига Европе       | 1. коло кв. | Конас-Ки      | 2:0  | 3:1  | 5–1          |
| 2018/19. | Лига Европе       | 2. коло кв. | Лех           | 1:1  | 1:3  | 2–4          |
| 2019/20. | Лига Европе       | 1. коло кв. | Хибернијанс   | 1:0  | 1:0  | 2–0          |
| 2019/20. | Лига Европе       | 2. коло кв. | Есбјерг       | 2:0  | 0:0  | 2–0          |
| 2019/20. | Лига Европе       | 3. коло кв. | Торино        | 1:1  | 0:5  | 1–6          |
| 2020/21. | Лига Европе       | 1. коло кв. | Сфинтул       | 0:0  | Н/Д  | 0–0 (1:4пен) |
| 2021/22. | Лига шампиона     | 1. коло кв. | Лудогорец     | 0:1  | 0:1  | 0–2          |
| 2021/22. | Лига конференције | 2. коло кв. | Фола Еш       | 1:2  | 0:1  | 1–3          |
| 2022/23. | Лига шампиона     | 1. коло кв. | Марибор       | 0:2  | 0:0  | 0–2          |
| 2022/23. | Лига конференције | 3. коло кв. | ЧФР Клуж      | 0:0  | 0:1  | 0–1          |